# Мукурський сільський округ
Муку́рський сільський округ (каз. Мұқыр ауылдық округі, рос. Мукурский сельский округ) — адміністративна одиниця у складі Кзилкогинського району Атирауської області Казахстану. Адміністративний центр — село Мукур.
Населення — 4418 осіб (2021; 4900 у 2009, 4784 у 1999, 4106 у 1989).
Станом на 1989 рік існувала Мукурська сільська рада (села Мукур, Соркол, Таскудук, селища Жамансор, Жантерек, Саркумак).

## Склад
До складу округу входять такі населені пункти:
| Населений пункт | Населення, осіб (1989) | Населення, осіб (1999) | Населення, осіб (2009) | Населення, осіб (2021) |
| --------------- | ---------------------- | ---------------------- | ---------------------- | ---------------------- |
| Жамансор, село  | 272                    | 449                    | 443                    | 448                    |
| Жантерек, село  | 285                    | 353                    | 362                    | 347                    |
| Кенбай, село    | -                      | 173                    | 160                    | 118                    |
| Мукур, село     | 2659                   | 3203                   | 3423                   | 3335                   |
| Сарикумак, село | 304                    | 179                    | 155                    | 56                     |
| Соркол, село    | 418                    | 257                    | 151                    | 32                     |
| Таскудук, село  | 168                    | 170                    | 206                    | 82                     |